# Cronache di Liberal
Cronache di Liberal (conosciuto comunemente come Liberal) è stato un quotidiano italiano nato nel 2008, passato sul web nel giugno 2012 e chiuso nel marzo 2013. È stato l'organo ufficiale dell'Unione di Centro.

## Storia
Cronache di Liberal nasce come continuazione del settimanale omonimo, organo ufficiale della Fondazione Liberal, fondato nel 1995. Il primo numero, che uscì il 23 gennaio 2008, recava infatti la dicitura "Anno XIII, numero 9". Il nuovo proprietario conservava l'organico della redazione de L'Indipendente. La tiratura per il primo mese è stata di 100 000 copie, poi si è adattata all'andamento del mercato.
Primo direttore della testata è stato Renzo Foa, figlio del parlamentare Vittorio Foa; alla sua morte, la direzione editoriale è stata assunta da Ferdinando Adornato, mentre direttore responsabile è stata nominata Gloria Piccioni, già responsabile delle pagine culturali del quotidiano.
Nel 2009 Cronache di Liberal diviene il primo quotidiano italiano disponibile su iPhone gratis ogni giorno dopo le 14:00 in formato leggibile .pdf.
Dal 21 giugno 2012  cessa la pubblicazione cartacea per diventare un quotidiano on-line.
Infine il 25 marzo 2013 la testata ha sospeso definitivamente le pubblicazioni.

## Linea editoriale e politica
È stato un organo di area liberal-moderata, con un occhio attento al conservatorismo statunitense. È stato l'organo ufficiale dell'Unione di Centro: nel comitato di redazione sedevano, infatti, Rocco Buttiglione (presidente del partito) e Francesco D'Onofrio (direttore della fondazione omonima). Direttore da Washington fu Michael Novak, esponente teocon e appartenente alla corrente culturale dei Cristianisti. Il quotidiano, infatti, manteneva diversi rapporti con il mondo conservatore americano e spesso ospitava sulle proprie pagine contributi dei principali pensatori di questa scuola. «Cronache di Liberal» aveva tra i suoi principali obiettivi il raggiungimento di una sintesi efficace tra i principi del cristianesimo democratico e del liberalismo.
Nel consiglio di redazione sedevano anche Giuliano Cazzola e Gennaro Malgieri (entrambi di area PdL).
La testata usufruiva dei contributi di Stato per la stampa.

## Direttori
- Renzo Foa (2008-2009);
- Gloria Piccioni (2009-2013).

## Inserti
- NordSud (martedì)
- Occidente (mercoledì)
- Socrate (giovedì)
- Carte (venerdì)
- Il Creato (sabato)

Il sabato usciva anche il supplemento di arti e cultura chiamato "Moby Dick".

## Iniziative
- 25-26 luglio 2008: "Il Bipartitismo che non c'è" Seminario nazionale di cultura politica
- 10 settembre 2008: «Liberal» ha organizzato una fiaccolata di solidarietà verso i cristiani perseguitati dell'India. La manifestazione si è svolta a Roma.
- 26 settembre 2008: convegno  «Patria, nazione, bene comune» a Siena. Ospite d'onore il presidente emerito della Repubblica Carlo Azeglio Ciampi.
- 20-21 febbraio 2009: "Dove sono oggi i Liberi e Forti?" Seminario nazionale di cultura politica
- 20-21-22 maggio 2010: "Verso il Partito della Nazione"

## Organigramma
- Direttore editoriale: Ferdinando Adornato
- Direttore responsabile: Gloria Piccioni
- Direttore da Washington:  Michael Novak
- Consiglieri di direzione: Giuliano Cazzola, Gennaro Malgieri, Rocco Buttiglione, Francesco D'Onofrio

## Collaboratori

### Italiani
- Francesco Alberoni, sociologo
- Mario Arpino, Capo di Stato maggiore della Difesa
- Mauro Canali, storico dell'età contemporanea
- Franco Cardini, storico dell'Età medievale
- Pierre Chiartano, giornalista/scrittore, esperto di politica estera
- Enrico Cisnetto, economista
- Italo Cucci, giornalista
- Francesco D'Agostino, esperto di filosofia del diritto,
- Anselma Dell'Olio, scrittrice
- Roberto De Mattei, storico dell'Età moderna
- Gianfranco De Turris, critico letterario
- Luca Doninelli, scrittore e giornalista
- Fulvio Benelli, scrittore, giornalista e autore tv
- Rino Fisichella, arcivescovo e teologo
- Aldo Forbice, conduttore di Zapping su Radio Uno
- Giorgio Israel, matematico ed epistemologo
- Filippo La Porta, saggista e critico letterario
- Carlo Lottieri, filosofo politico
- Roberto Mussapi, poeta e drammaturgo
- Emanuele Ottolenghi, giornalista, esperto di Medio Oriente
- Savino Pezzotta, leader sindacale e uomo politico
- Carlo Ripa di Meana, ambientalista e uomo politico
- Claudio Risé, sociologo
- Eugenia Roccella, esperta di bioetica
- Carlo Secchi, economista, rettore (2000-2004) dell'Università Bocconi di Milano
- Sergio Valzania, direttore di RadioDue Rai
- Emilio Spedicato, matematico, fisico e studioso di quantavolution
- Loretto Rafanelli, poeta, critico e drammaturgo
- Marco Scotti, giornalista economico

### Stranieri
- John R. Bolton, ex ambasciatore USA alle Nazioni Unite
- Ding Zilin, leader politica dissidente cinese
- Raphaël Glucksmann, francese, fondatore del progetto Etudes sans Frontières, figlio del "nouveau philosophe" André
- Ayaan Hirsi Ali, politica e scrittrice somala naturalizzata olandese,
- Andreij Illarionov, economista, membro del Cato Institute di Washington
- Robert Kagan, politologo USA
- Ernst Nolte, storico tedesco
- Daniel Pipes, USA, esperto di politica internazionale
- Alexandre Del Valle, geopolitologo italo-francese